# Penelope Pitou
Penelope Theresa Pitou, detta Penny (8 ottobre 1938), è un'ex sciatrice alpina statunitense.
Era moglie dell'austriaco Egon Zimmermann e nonna di Zoe, a loro volta sciatori alpini.

## Palmarès

### Olimpiadi invernali
- Argento a Squaw Valley 1960 nella discesa libera.
- Argento a Squaw Valley 1960 nello slalom gigante.